# Laura Weightman
Laura Elizabeth Weightman (* 1. Juli 1991 in Alnwick) ist eine britische Mittelstreckenläuferin. Sie hat sich auf den Mittelstreckenlauf spezialisiert, startet aber auch über die Langstrecke.

## Karriere
Am 24. Juni 2012 gewann sie in Birmingham im 1500-Meter-Lauf ihren ersten britischen Meistertitel. Zudem qualifizierte sie sich für die Olympischen Spiele 2012 im eigenen Land und wurde von der British Olympic Association für die Spiele nominiert. Im Olympiastadion London startete sie über die 1500 Meter und qualifizierte sich für gemeinsam mit ihrer Landsfrau Lisa Dobriskey für das Finale. Mit einer Zeit von 4:16,60 Minuten direkt hinter ihrer Landsfrau den siebten Platz.
Ein Jahr später wurde sie vom britischen Leichtathletikverband sowohl für die Team-Europameisterschaft 2013 als auch für die Weltmeisterschaften 2013 in Moskau nominiert. Bei der Team-Europameisterschaft wurde sie im 3000-Meter-Lauf eingesetzt und belegte in einer Zeit von 9:03,11 Minuten den zweiten Platz hinter der Russin Jelena Korobkina und sicherte damit den Vereinigten Königreich 11. Punkte. Am Ende belegte sie gemeinsam mit den britischen Team den dritten Platz hinter Russland und Deutschland. Bei den Weltmeisterschaften startete sie wieder über die ihre Spezialstrecke, die 1500 Meter. Im Olympiastadion Luschniki in Moskau konnte sie sich in den Vorläufen nicht durchsetzten und schied aus den Wettkampf aus. Im Endresultat belegte sie den 29. Platz.
Am 28. Juni 2014 sicherte sie sich zum zweiten Mal den britischen Meistertitel über die 1500 Meter in einer Zeit von 4:09,77 Minuten. Wenig später nahm sie für England im 1500-Meter-Lauf bei den Commonwealth Games 2014 im schottischen Glasgow teil. Am 29. Juli 2014 gewann sie in einer Zeit von 4:09,24 Sekunden die Silbermedaille hinter Faith Kipyegon aus Kenia und vor Kate van Buskirk aus Kanada. Im gleichen Jahr nahm sie auch an den Europameisterschaften 2014 in Zürich teil. Sie konnte an die guten Leistungen der Saison im Stadion Letzigrund anknüpfen und hinter Sifan Hassan aus den Niederlanden und Abeba Aregawi aus Schweden die Bronzemedaille.
Bei den Weltmeisterschaften 2015 in Peking qualifizierte sie sich in den Vorläufen für die Halbfinal-Läufe über die 1500 Meter, musste aber auf einen Start verzichten. Ein Jahr später konnte sie sich nach 2010 erneut für die Olympischen Spiele qualifizierten und wurde vom British Olympic Association für die Olympischen Spiele 2016 in Rio de Janeiro nominiert. Im Estádio Nilton Santos startete sie über die 1500 Meter und konnte sich erneut für das Finale qualifizieren. Im Finale lief sie eine Zeit von 4:14,95 Minuten und belegte damit wie 2010 den elften Platz.
Im Jahr 2017 sicherte sie sich am 2. Juli 2017 zum dritten Mal den britischen Meistertitel im 1500-Meter-Lauf in einer Zeit von 4:06,49 Minuten und qualifizierte sich zudem für die Weltmeisterschaften 2017 im eigenen Land. Im London Stadium startete sie über die Spezialdisziplin die 1500 Meter und qualifizierte sich erstmals bei Weltmeisterschaften für das Finale. Dort belegte sie in 4:04,11 Minuten den sechsten Platz.
Ein Jahr später startete sie erneut für England bei den Commonwealth Games. In der australischen Stadt Gold Coast startete sie bei den Commonwealth Games 2018 im 5000-Meter-Lauf und gewann in 15:25,84 hinter den beiden Kenianerinnen Hellen Obiri und Margaret Chelimo Kipkemboi die Bronzemedaille.

## Persönliche Bestzeiten
- 800 m: 2:01,87 min am 25. Juli 2017 in  Stretford
- 1000 m: 2:37,56 min am 2. September 2018 in  Berlin
- 1500 m: 4:00,17 min am 5. Juli 2014 in  Saint-Denis
- 1 Meile: 4:17,60 min am 12. Juli 2019 in  Monaco
- 3000 m: 8:26,07 min am 30. Juni 2019 in  Palo Alto
- 5000 m: 14:51,78 min am 21. Juli 2019 in  London
- 10-km-Straßenlauf: 31:40 min am 24. März 2019 in  Brunssum